# Società Sportiva Lazio Nuoto 2015-2016

## Rosa
| N° |                       | Ruolo | Giocatore              |
| -- | --------------------- | ----- | ---------------------- |
|    | Montenegro (bandiera) | P     | Zdravko Radić          |
|    | Italia (bandiera)     | P     | Lorenzo Vespa          |
|    | Italia (bandiera)     | P     | Vincenzo Correggia     |
|    | Italia (bandiera)     | D     | Raffaele Maddaluno     |
|    | Italia (bandiera)     | D     | Daniele Giorgi         |
|    | Italia (bandiera)     | D     | Alessandro Mele        |
|    | Brasile (bandiera)    | D     | Felipe Santos da Costa |
|    | Italia (bandiera)     | CV    | Alessandro Vitale      |

| N° |                   | Ruolo | Giocatore         |
| -- | ----------------- | ----- | ----------------- |
|    | Italia (bandiera) | A     | Luca Di Rocco     |
|    | Italia (bandiera) | A     | Marco Ferrante    |
|    | Italia (bandiera) | A     | Federico Colosimo |
|    | Italia (bandiera) | A     | Giacomo Cannella  |
|    | Italia (bandiera) | A     | Giorgio Ambrosini |
|    | Italia (bandiera) | A     | William De Vena   |
|    | Italia (bandiera) | CB    | Matteo Leporale   |
|    | Italia (bandiera) | CB    | Federico Lapenna  |

| Allenatore: | Antonio Vittorioso |

## Mercato
| Acquisti | Acquisti               | Acquisti   | Acquisti |
| R.       | Nome                   | da         |          |
| -------- | ---------------------- | ---------- | -------- |
| P        | Zdravko Radić          | Radnički   |          |
| D        | Daniele Giorgi         | AN Brescia |          |
| D        | Felipe Santos da Costa | San Paolo  |          |
| CB       | Federico Lapenna       | Pro Recco  |          |

| Cessioni | Cessioni              | Cessioni      | Cessioni |
| R.       | Nome                  | a             |          |
| -------- | --------------------- | ------------- | -------- |
| D        | Giacomo Gianni        | Roma Nuoto    |          |
| D        | Joshua Samuels        | fine rapporto |          |
| A        | Roberto Africano      | Roma Nuoto    |          |
| A        | Antonio Vittorioso    | fine attività |          |
| CB       | Alessandro Calcaterra | Roma Vis Nova |          |

## Risultati

### Serie A1

#### Girone di andata
| Arbitri: | Luca Castagnola Raffaele Colombo |

|                                                                 |           |                                                    |
| Lapenna: 2 Colosimo, Di Rocco, Cannella, Leporale, Maddaluno: 1 | Marcatori | 3: S. Luongo 1: M. Luongo, Gitto, Valentino, Pérez |

| Arbitri: | Filippo Gomez Andrea Zedda |

|                                                                            |           |                                  |
| Sukno: 3 Aicardi, N. Gitto: 2 F. Di Fulvio, Fondelli, A. Ivović, Mandić: 1 | Marcatori | 2: Charuto 1: Cannella, Di Rocco |

| Arbitri: | Stefano Alfi Fabio Collantoni |

|                                      |           |                                                  |
| Cannella: 7 Di Rocco: 2 Maddaluno: 1 | Marcatori | 3: Manzi 2: Gandini 1: Brlečić, Cambiaso, Salemi |

| Arbitri: | Leonardo Ceccarelli Francesco Romolini |

|                                                                                             |           |                                                          |
| Ranđelović, Rizzo: 3 Molina, Napolitano, C. Presciutti, Ubović: 2 Damonte, N. Presciutti: 1 | Marcatori | 4: Charuto 1: Cannella, Di Rocco, Ferrante, Giorgi, Mele |

| Arbitri: | Massimo Calabrò Filippo Gomez |

|                                                              |           |                                                   |
| Alonso Gonzalez: 2 De Trane, Di Somma, Ravina, Gambacorta: 1 | Marcatori | 1: Colosimo, Charuto, Giorgi, Cannella, Maddaluno |

| Arbitri: | Daniele Bianco Gianluca Centineo |

|                       |           |                                                                        |
| Giorgi: 3 Cannella: 1 | Marcatori | 3: Bušlje 2: Marinić Kragić, Renzuto Iodice, Gallo 1: Saviano, Saccoia |

| Arbitri: | Luca Bianco Luca Castagnola |

|                                                           |           |                                                   |
| Petković: 5 Bini: 3 Mirarchi: 2 Jelača, Razzi, Deserti: 1 | Marcatori | 2: Di Rocco, Giorgi 1: De Vena, Charuto, Cannella |

| Arbitri: | Fabio Brasiliano Stefano Pinato |

|                                                                   |           |                                                                                     |
| Colosimo, Di Rocco: 3 Charuto: 2 Cannella, Leporale, Maddaluno: 1 | Marcatori | 4: Brguljan 3: Di Costanzo 2: Mattiello, Baraldi 1: Migliaccio, Campopiano, Baviera |

| Arbitri: | Stefano Alfi Raffaele Colombo |

|                                                                    |           |                                                               |
| Camilleri: 4 Casasola: 3 Di Luciano: 2 Puglisi, Lisi, Danilović: 1 | Marcatori | 3: Cannella, Leporale 2: Giorgi 1: Lapenna, Charuto, Di Rocco |

| Arbitri: | Marco Piano Alberto Rovida |

|                                                                                    |           |                                                      |
| Giorgi: 3 Charuto, Di Rocco: 2 Colosimo, Cannella, Leporale, Lapenna, Maddaluno: 1 | Marcatori | 4: Panerai 3: Astarita 2: Vasić, G. Oneto 1: Colombo |

| Arbitri: | Filippo Gomez Antonio Pascucci |

|                                                                              |           |                                                   |
| Cesini, Milaković: 2 Alesiani, Colombo, L. Bianco, Mistrangelo, G. Bianco: 1 | Marcatori | 3: Giorgi 1: Charuto, Cannella, Leporale, Lapenna |

| Arbitri: | Fabio Brasiliano Attilio Paoletti |

|                                                     |           |                                                                                   |
| Di Rocco, Maddaluno:3 Giorgi: 2 Charuto, Lapenna: 1 | Marcatori | 2: Del Basso 1: Crivella, Murro, Pappacena, Bezić, B. Oneto, Innocenzi, Mandolini |

| Arbitri: | Stefano Pinato Massimo Savarese |

|                                                                      |           |                                             |
| Rocchi: 4 Petronio, Elez: 2 Podgornik, Giorgi, Giacomini, Popović: 1 | Marcatori | 2: Cannella 1: Colosimo, Di Rocco, Leporale |

#### Girone di ritorno
| Arbitri: | Leonardo Ceccarelli Giuseppe Fusco |

|                                      |           |                        |
| M. Luongo: 5 S. Luongo: 3 Lanzoni: 1 | Marcatori | 3: Lapenna 1: Colosimo |

| Arbitri: | Filippo Gomez Andrea Zedda |

|                                            |           |                                                             |
| Cannella, Lapenna: 2 Di Rocco, Leporale: 1 | Marcatori | 4: Fondelli 3: Mandić 2: Figari 1: Sukno, Giacoppo, Bodegas |

| Arbitri: | Giovanni Lo Dico Antonio Pascucci |

|                                                    |           |                                                       |
| Gandini, Mugnaini, Privitera, Steardo, Ivosević: 1 | Marcatori | 2: Leporale, Lapenna 1: Colosimo, Di Rocco, Maddaluno |

| Arbitri: | Fabio Brasiliano Francesco Romolini |

|                                                    |           |                                                                                                 |
| Giorgi, Cannella, Lapenna: 2 Colosimo, Leporale: 1 | Marcatori | 3: Rizzo, Nora 2: Guerrato, C. Presciutti 1: Molina, Damonte, N. Presciutti, Ubović, Napolitano |

| Arbitri: | Massimo Calabrò Marco Ercoli |

|                                          |           |                                                           |
| Lapenna: 3 Di Rocco, Leporale: 2 Mele: 1 | Marcatori | 3: Guidaldi 1: De Trane, Di Somma, Ravina, Fracas, Monari |

| Arbitri: | Raffaele Colombo Marco Piano |

| |           |                                 |
| Gallo: 4 Bušlje, Dolce: 2 Cuccovillo, Marinić Kragić, Foglio, Klikovac, Russo, Renzuto Iodice, Saccoia : 1 | Marcatori | 1: Di Rocco, Lapenna, Maddaluno |

| Arbitri: | Daniele Bianco Stefano Pinato |

|                                               |           |                                                                                         |
| Maddaluno: 3 Leporale: 2 Di Rocco, Lapenna: 1 | Marcatori | 5: Petković, Razzi 2: Busilacchi, Brambilla, Di Somma, Bini 1: Vergano, Jelača, Deserti |

| Arbitri: | Luca Castagnola Fabio Collantoni |

|                                                                      |           |                                                            |
| Brguljan: 4 Buonocore, Campopiano: 2 Baviera, Mattiello, Maccioni: 1 | Marcatori | 3: Lapenna 2: Cannella 1: Di Rocco, Giorgi, Leporale, Mele |

| Arbitri: | Luca Bianco Marco Ercoli |

|                                                                  |           |                                                        |
| Maddaluno: 3 Giorgi, Cannella: 2 Colosimo, Di Rocco, Leporale: 1 | Marcatori | 3: Danilović 2: Camilleri, Ivović 1: Abela, Di Luciano |

| Arbitri: | Massimo Calabrò Marco Piano |

|                               |           |                                                    |
| Astarita: 3 Gobbi: 2 Vasić: 1 | Marcatori | 2: Giorgi, Lapenna 1: Di Rocco, Cannella, Leporale |

| Arbitri: | Fabio Collantoni Filippo Gomez |

|                                                               |           |                                                                                      |
| Di Rocco, Cannella, Lapenna: 2 Giorgi, Leporale, Maddaluno: 1 | Marcatori | 3: Alesiani, Sadovyy 2: Bianco 1: Pesenti, Colombo, Mistrangelo, Milaković, Agostini |

| Arbitri: | Mario Bianchi Massimiliano Caputi |

|                                                                                  |           |                                                                 |
| Carchiolo, Pappacena, Bezić, Innocenzi, Vitola: 2 Murro, Mandolini, Del Basso: 1 | Marcatori | 5: Cannella 3: Leporale 2: Rocco 1: Colosimo, Giorgi, Maddaluno |

## Statistiche

### Statistiche di squadra
- Statistiche aggiornate al 14 maggio 2016.

| Competizione | Punti | In casa | In casa | In casa | In casa | In casa | In casa | In trasferta | In trasferta | In trasferta | In trasferta | In trasferta | In trasferta | Neutro | Neutro | Neutro | Neutro | Neutro | Neutro | Totale | Totale | Totale | Totale | Totale | Totale | DR  |
| Competizione | Punti | G       | V       | N       | P       | Gf      | Gs      | G            | V            | N            | P            | Gf           | Gs           | G      | V      | N      | P      | Gf     | Gs     | G      | V      | N      | P      | Gf     | Gs     | DR  |
| ------------ | ----- | ------- | ------- | ------- | ------- | ------- | ------- | ------------ | ------------ | ------------ | ------------ | ------------ | ------------ | ------ | ------ | ------ | ------ | ------ | ------ | ------ | ------ | ------ | ------ | ------ | ------ | --- |
| Serie A1     | 19    | 12      | 3       | 3       | 6       | 102     | 139     | 13           | 1            | 1            | 11           | 91           | 138          | 0      | 0      | 0      | 0      | 0      | 0      | 25     | 4      | 4      | 17     | 193    | 277    | -84 |
| Totale       | -     | 12      | 3       | 3       | 6       | 102     | 139     | 13           | 1            | 1            | 11           | 91           | 138          | 0      | 0      | 0      | 0      | 0      | 0      | 25     | 4      | 4      | 17     | 193    | 277    | -84 |

### Classifica marcatori
| Tot. | Giocatore          | A1 |
| ---- | ------------------ | -- |
| 37   | Giacomo Cannella   | 37 |
| 30   | Luca Di Rocco      | 30 |
| 27   | Federico Lapenna   | 27 |
| 26   | Daniele Giorgi     | 26 |
| 23   | Matteo Leporale    | 23 |
| 18   | Raffaele Maddaluno | 18 |
| 14   | Charuto            | 14 |
| 12   | Federico Colosimo  | 12 |
| 3    | Alessandro Mele    | 3  |
| 1    | Marco Ferrante     | 1  |
| 1    | William De Vena    | 1  |